# Els Pastorets

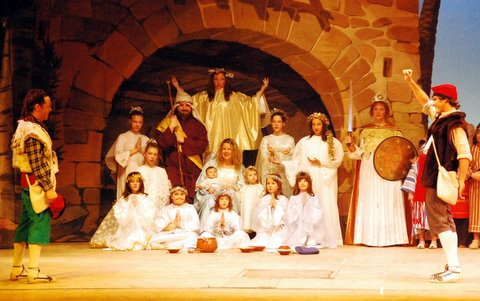
Escena dels Pastorets d'Igualada (2009)

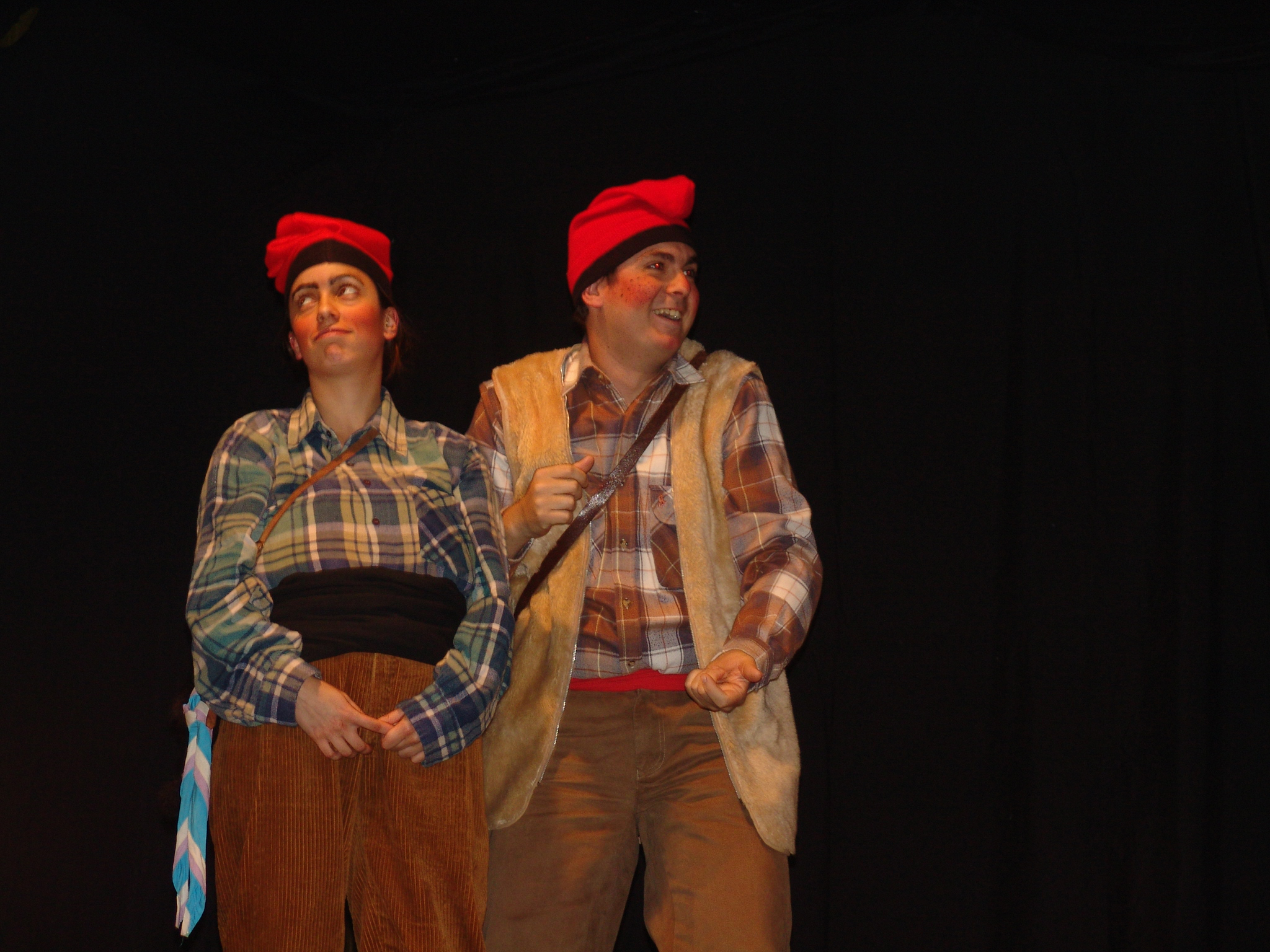
Lluquet i Rovelló. Pastorets de Folch i Torres. Companyia de Les Corts, dècada dels 2000.

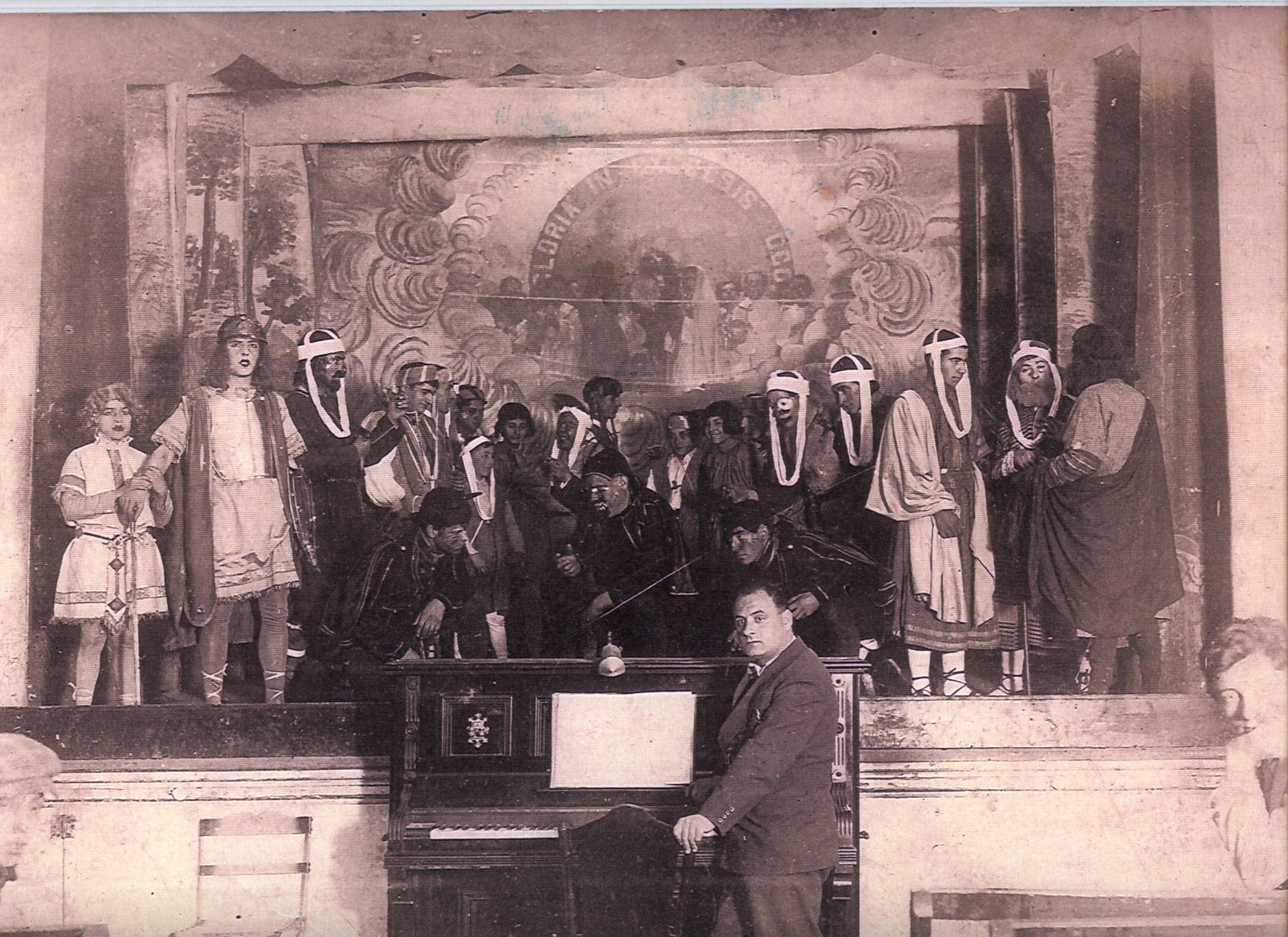
Escena dels Pastorets de l'Ametlla de Merola (dècada de 1920)

Els Pastorets és una representació teatral típica de les festes de Nadal a molts indrets de Catalunya i arreu dels Països Catalans. L'argument combina els continguts del naixement de Jesús, la lluita del bé i del mal entre àngels i dimonis, i diverses històries i diàlegs dels pastors que rememoren el primer Nadal. A principis del segle XXI l'escenificació de pastorets és molt estesa en els territoris de parla catalana. Juntament amb les passions, són les representacions tradicionals més arrelades. En general, l'argument es construeix a partir de tres històries: la primera, les esposalles de Josep i Maria, la parella en cerca de posada i el naixement; la segona, la lluita entre àngels i dimonis; i la tercera, centrada en els pastors, de caràcter còmic i costumista.
Els textos més antics en català d'aquest tipus de teatre daten del segle xv, però serà a cavall dels segles xix i xx quan apareixeran els primers textos dels Pastorets. La primera versió moderna en català és Los Pastorets de Betlem, o sia, lo naixement de Nostre Senyor Jesucrist de Miquel Saurina (publicat l'any 1887). El 1901 Frederic Soler i Hubert o Pitarra elevà els Pastorets al teatre culte amb El bressol de Jesús o En Garrofa i en Pallanga. Des d'aleshores han sigut nombrosos els autors que han escrit la seva pròpia versió.
Les obres més populars són L'estel de Natzaret de Ramon Pàmies, del 1903; Els pastorets o l'adveniment de l'infant Jesús, de Josep Maria Folch i Torres, del 1916, i La flor de Nadal, de Francesc d'Assís Picas, del 1954. La majoria de les representacions dels Pastorets són a càrrec dels grups de teatre amateur i es fan en centres parroquials, centres socials o teatres.

## Història

### Orígens
L'origen dels Pastorets es remunta a les representacions escèniques de tema nadalenc medievals i la seva perpetuació durant el segle xvi. Aquelles escenificacions entorn del naixement del Messies –en un principi pensades per a refermar entre els creients el valor i la pedagogia del dogma i de la història sagrada– es van dur a terme d'una manera consuetudinària i tradicional a l'interior de les esglésies.
La mostra textual més antiga que es conserva en català d'aquest gènere és a un document de l'Arxiu de la Corona d'Aragó que data del 1721, seguit d'una referència a l'obra Calaix de sastre del Baró de Maldà (1746-1819). El nom de Pastorets o Pastorells per designar aquest tipus d'obres teatrals ja es documenta al segle xvi. Pel que fa a les primeres escenificacions fora del recinte sagrat, destaca per l'antiguitat una notícia a l'arxiu capitular de Girona, que testimonia una representació teatral de la història dels tres mags escenificada el 1363 davant de l'església de Santa Maria de Castelló.
Encara més enrere en el temps, hi ha les representacions dramàtiques en llengua catalana del cicle festiu nadalenc: els drames litúrgics, cantats en llatí i, en aquest cas, escenificats dins el context dels oficis des de la vigília de Nadal fins a Reis. Aquestes manifestacions escèniques primigènies, documentades arreu d'Europa a partir del segle xi, es poden agrupar sota les denominacions d'Officium pastorum' o visita dels pastors al pessebre; lOrdo Prophetarum' o relació profètica dels anunciadors de l'adveniment del Messies, entre els quals hi ha la cèlebre Sibil·la; lOrdo Rachaelis', és a dir, el plany de Raquel després de la matança dels Innocents a mans dels soldats del rei Herodes seguint la profecia de Jeremies, i lOfficium Stellae' o el seguiment de l'estrella i l'adoració dels reis mags.

### Text i diversitat temàtica
Textualment, els Pastorets manlleven alguns nuclis temàtics dels breus relats evangèlics de Mateu (2, 1-12) i Lluc (2, 1-20). Entre els elements canònics, hi ha l'edicte d'empadronament, l'anada dels esposos a Betlem, la recerca d'allotjament i el refugi al portal, el naixement, l'anunciació als pastors, l'adoració de l'infant Jesús i la degollació dels Innocents. Altres motius tradicionals provenen dels evangelis apòcrifs, en concret dels coneguts com a apòcrifs de la Nativitat, entre els quals destaca el protoevangeli de Jaume. Es poden esmentar, per exemple, els episodis del vot de virginitat de la Mare de Déu, el miracle de la vara florida de sant Josep o la presència del bou i la mula al naixement de Jesús.
A diferència dels drames litúrgics, que per la integració en les celebracions es presenten clarament delimitats des d'un punt de vista temàtic, les peces nadalenques antigues presenten una major complexitat perquè hi conflueixen els diferents episodis independents, que formen una sola obra. Així, per exemple, la representació del misteri del rei Herodes, inserida en la desfilada de la processó del Corpus de València, inclou l'adoració dels mags, la fugida d'Egipte i la matança dels Innocents.
La desvinculació de les escenificacions dels oficis litúrgics va comportar una progressiva secularització de les peces amb la incorporació d'elements que s'allunyaven cada vegada més de les fonts primigènies. Per no veure malmesa la funció de dipositària de la fe, l'església exercia un control sobre les representacions i vetllava per una realització amb dignitat i coherència, susceptible de funcionar com a eina catequètica. Ara bé, les disposicions prohibitives en contra de les representacions ja es van iniciar molt abans del concili de Trento (1545-1563). Així, per exemple, al concili provincial de la Tarraconense, l'any 1391, s'estipulava que a les processons eucarístiques no hi figuressin representacions de personatges bíblics. No obstant això, les prohibicions no devien ser gaire efectives, tenint en compte que encara el 1685 en un altre concili de la Tarraconense es van desautoritzar, per raons d'ordre, les representacions de la Nativitat celebrades la nit de Nadal dins del temple.
El text del drama nadalenc més antic que es coneix en llengua catalana, copiat en un manuscrit del segle xv provinent de les Guilleries, és especialment interessant perquè s'hi poden detectar recursos estilístics de dues tradicions distintes: d'una banda, hi ha l'estil culte dels diàlegs entre els personatges dignes de veneració, és a dir, sant Josep, la Mare de Déu i l'àngel; de l'altra, hi ha el llenguatge que sembla més desimbolt i espontani, caracteritzat per un lèxic col·loquial, que utilitzen els diables i els pastors i que també es troba àmpliament documentat en la cançó popular nadalenca, molt estretament lligada amb els misteris de Nadal.

### Versions d'autor
Gràcies al Calaix de sastre, el cèlebre dietari de Rafael d'Amat i de Cortada, baró de Maldà, se sap que el costum de representar els Pastorets seguia vigent a les esglésies barcelonines a cavall entre els segles xviii i xix i causava una disbauxa que el dietarista blasmava com a impròpia per a l'ocasió. Una obra coetània de la descrita pel baró de Maldà constitueix la primera mostra del gènere d'autor conegut: els 'Pastorets' del notari barceloní Ignasi Planes, escrits el 1799 i que van aconseguir molta popularitat.
A la primera meitat del segle xix, els 'Pastorets' es veuen afectats per la imposició del castellà com a única llengua permesa en les representacions teatrals. En el marc de la Renaixença, el conreu del gènere en català es reprèn al final del segle xix. Així, amb el ressorgiment de la llengua i la cultura catalanes, l'obra titulada 'Los Pastorets en Betlem, o sia Lo Naixement de Ntre. Senyor Jesucrist', de Mn. Miquel Saurina, publicada a Vic el 1887, va ser representada en moltes parròquies i centres catòlics arreu del país.
Un èxit encara més gran va ser aconseguit per Lo Bressol de Jesús o en Garrofa i en Pallanga, de Frederic Soler, Pitarra, que va modelar el personatge de Satanàs a mida de l'actor Enric Borràs, que en va fer una interpretació molt elogiada per la crítica de l'època. Aquests 'Pastorets', estrenats a Barcelona el 1891, es representen encara avui a Sant Quirze de Besora, Molins de Rei i Berga, on l'arrelament els ha valgut el nom de 'la Patum d'Hivern'.
Entre la gran quantitat de 'Pastorets' publicats al principi del segle xx, convé destacar, tant per la qualitat literària com per la resolució dramatúrgica, 'L'Estel de Natzaret' de Ramon Pàmies (1903). Per la seva banda, la versió més representada al país són 'Els Pastorets o L'Adveniment de l'Infant Jesús' de Josep M. Folch i Torres (1916). Altres versions que cal destacar són el breu quadre líric 'L'Adoració dels Pastors' (1901) de Mn. Cinto Verdaguer, concebut com a llibret pel compositor Enric Morera, i també 'La Bona Nova' de Joaquim Ruyra (1928), interessant sobretot des d'un punt de vista literari. Completen el quadre dels 'Pastorets' de més renom els de Lluís Millà, "El naixement de Jesús, o, Els pastorets catalans (Borrego i Carquinyoli)" (1931), i 'La Flor de Nadal', de Francesc d'A. Picas (1956).
El cel, la terra i l'infern són els tres espais en els quals es desenvolupa la trama dels 'Pastorets', que segueix les convencions escenogràfiques manllevades de la dramatúrgia medieval. Si bé totes les versions tenen característiques argumentals específiques, els personatges centrals sempre són dos pastors o rabadans en representació de sengles arquetipus del teatre universal, l'espavilat i el curt de gambals, temptats pels dimonis i immersos en una trama còmica, que troba el contrapès en el to solemne i l'impacte emotiu de les escenes de la Nativitat.

### Situació actual
La continuada vigència i l'innegable atractiu dels 'Pastorets' com a espectacle per a totes les edats es deriven de la capacitat dels conreadors del gènere de mantenir al llarg dels segles la frescor i la ingenuïtat del drama primigeni, al mateix temps d'aconseguir guanyar la complicitat dels espectadors mitjançant la crítica i la burla de la vida social i política del moment expressada en els cuplets, les corrandes, les sàtires o les garrofes que s'improvisen per fer les delícies del públic.
Entre les iniciatives més recents entorn de l'espectacle nadalenc català per excel·lència, destaca la creació de la Coordinadora de Pastorets de Catalunya, l'any 2006, que ofereix unes 150 representacions, amb la participació d'unes 4.000 persones entre actors i actrius, músics, cantors, balladors, tècnics, tramoies i organitzadors.
I una curiositat: el concurs televisiu dut a terme per Televisió de Catalunya el Nadal del 2008, consistent en la programació d'uns espais titulats 'Objectiu Pastorets', va culminar amb la gravació d'un espectacle anomenat 'Els Pastorets del segle XXI'.

## Algunes versions d'"Els Pastorets"
- Lo Acte del Naxament del Niño Jesús, altrament anomenat Los Pastorets, de Manuel Verdaguer (1755)[7]
- El Nacimiento del Salvador o la Redención del esclavo (coneguts popularment com "Els Pastorets d'Olot"), d'Antoni Molins i Ignasi Rubió (1880)
- Los pastorets de Betlem, o sia, lo naixement de Nostre Senyor Jesucrist, de Miquel Saurina (1887)
- El bressol de Jesús o en Garrofa i en Pallanga, (drama sacre en cinc actes) de Frederic Soler "Pitarra" (1891)
- L'estel de Natzaret (drama líric en un pròleg i tres actes), de Ramon Pàmies (1903)
- Els pastorets o l'adveniment de l'Infant Jesús, de Josep Maria Folch i Torres (1916)
- Els Pastors cantaires de Betlem, de Mossèn Joan Abarcat (1916) (Que es representen a Castellar del Vallès)
- El primer Nadal dels pastors, de mossèn Rossend Fortunet i Busquets (1923)
- La flor de Nadal, de Francesc d'Assís Picas (1954)
- Rosa de Betlem, de Ramon Turull i Bargués (1958)

## Pastorets a Catalunya
- Els Pastorets de l'Ametlla de Merola (1878)
- Pastorets de Borgonyà[cal citació]
- Els Pastorets de Canovelles[cal citació]
- Els Pastorets de Ciutadella (Menorca)[6]
- Els Pastorets de Berga[cal citació]
- Els Pastorets de Calaf
- Els Pastorets de la Canyada de Biar (l'Alcoià)[6]
- Els Pastorets de Castellar del Vallès[cal citació]
- Els Pastorets de l'Escala[cal citació]
- Els Pastorets de l'Espluga de Francolí[cal citació]
- Els Pastorets de la Garriga[cal citació]
- Els Pastorets de Girona[8]
- Els Pastorets d'Igualada
- Els Pastorets de Manresa
- Els Pastorets de Maó (Menorca)[6]
- Els Pastorets de Mataró
- Els Pastorets de Molins de Rei
- Els Pastorets de Matadepera[cal citació]
- Els Pastorets de Montmeló[cal citació]
- Els Pastorets Infantils de Montmeló[cal citació]
- Els Pastorets de Manlleu[9]
- Els Pastorets de Sabadell[cal citació]
- Els Pastorets de Sant Julià de Lòria.[6]
- Els Pastorets de[10]
- Els Pastorets de Santpedor[cal citació]
- Els pastorets de Sants
- Els Pastorets de Sarrià[cal citació]
- Els Pastorets de Súria[cal citació]
- Els Pastorets de Terrassa[cal citació]
- Els Pastorets de Torelló[9]
- Els Pastorets d'Ulldecona[cal citació]
- Els Pastorets de Valls
- Els Pastorets de Vallvidrera
- Els Pastorets del Vendrell[cal citació]
- Els Pastorets de Vic[9]
- Els Pastorets de Vilassar de Dalt[cal citació]